# Abutilon latipetalum
Abutilon latipetalum là một loài thực vật có hoa trong họ Cẩm quỳ. Loài này được G.L.Esteves & Krapov. mô tả khoa học đầu tiên năm 2002.